# Morti nel 1979/Gennaio
| Questa pagina contiene informazioni ricavate automaticamente dalle voci biografiche con l'ausilio del template Bio e di un bot. L'aggiornamento è periodico e automatico e ricostruisce completamente la pagina. Se manca una persona in questa lista, sei pregato di non aggiungerla, ma accertati piuttosto che la sua voce biografica contenga il template Bio e che i dati anagrafici siano correttamente compilati. Se il template Bio manca, inseriscilo tu stesso o, in alternativa, metti l'avviso {{tmp\|Bio}} che ne segnala la mancanza. Se i dati riportati sono sbagliati, correggi direttamente la voce biografica; le modifiche saranno visibili in questa lista entro pochi giorni. Per chiarimenti vedi il progetto biografie. La lista contiene solo le 108 persone che sono citate nell'enciclopedia e per le quali è stato implementato correttamente il template Bio. Pagina aggiornata al 3 mar 2024. |

- 1º gennaio - Arnaldo Fabriani, politico, sindacalista e giornalista italiano (n. 1898)
- 1º gennaio - Il'ja Saulovič Ol'švanger, regista sovietico (n. 1923)
- 2 gennaio - Sidnie Milana Manton, zoologa e ittiologa britannica (n. 1902)
- 3 gennaio - Antonio Amato, imprenditore italiano (n. 1901)
- 3 gennaio - Gilbert Dussier, calciatore lussemburghese (n. 1949)
- 3 gennaio - Carol Holloway, attrice statunitense (n. 1892)
- 3 gennaio - Conrad Hilton, imprenditore statunitense (n. 1887)
- 4 gennaio - Ervin Katnić, calciatore jugoslavo (n. 1921)
- 4 gennaio - Vincent Korda, scenografo ungherese (n. 1897)
- 5 gennaio - Billy Bletcher, attore, doppiatore e sceneggiatore statunitense (n. 1894)
- 5 gennaio - Gabriella Giacobbe, attrice italiana (n. 1923)
- 5 gennaio - Charles Mingus, contrabbassista, pianista e compositore statunitense (n. 1922)
- 6 gennaio - Pietro Berri, medico e musicologo italiano (n. 1901)
- 6 gennaio - Giorgio Colli, filosofo, storico della filosofia e traduttore italiano (n. 1917)
- 6 gennaio - Giulio Marelli, pittore italiano (n. 1907)
- 7 gennaio - Vilma Egresi, canoista ungherese (n. 1936)
- 7 gennaio - Margaret Girvan, nuotatrice britannica (n. 1932)
- 7 gennaio - Thoralf Hagen, canottiere norvegese (n. 1887)
- 7 gennaio - Brunella Gasperini, giornalista e scrittrice italiana (n. 1918)
- 7 gennaio - Ivan Stedman, nuotatore australiano (n. 1895)
- 8 gennaio - Sara Carter, musicista statunitense (n. 1898)
- 8 gennaio - Ugo Ceria, calciatore italiano (n. 1900)
- 8 gennaio - Victor Hubinon, fumettista belga (n. 1924)
- 8 gennaio - Luigi Mallé, storico dell'arte italiano (n. 1920)
- 8 gennaio - Martin Obzina, scenografo statunitense (n. 1905)
- 8 gennaio - Yuen Siu-tien, attore e artista marziale cinese (n. 1912)
- 9 gennaio - Alexander De Svéd, baritono ungherese (n. 1906)
- 9 gennaio - Josef Kuchynka, calciatore cecoslovacco (n. 1894)
- 9 gennaio - Pier Luigi Nervi, ingegnere e imprenditore italiano (n. 1891)
- 9 gennaio - Leandro Remondini, allenatore di calcio e calciatore italiano (n. 1917)
- 9 gennaio - Robert Sears, schermidore statunitense (n. 1884)
- 9 gennaio - Giovanni Vento, regista, sceneggiatore e critico cinematografico italiano (n. 1927)
- 10 gennaio - Alessandro Frigerio, calciatore svizzero (n. 1914)
- 10 gennaio - Ludwig Gaim, aviatore tedesco (n. 1892)
- 11 gennaio - Filadelfio Aparo, poliziotto italiano (n. 1935)
- 11 gennaio - William Syer Bristowe, naturalista e aracnologo inglese (n. 1901)
- 11 gennaio - Aleksandr Borisovič Stoller, regista cinematografico sovietico (n. 1907)
- 12 gennaio - Alessandro Bermani, politico italiano (n. 1906)
- 12 gennaio - Giovanni Buitoni, imprenditore e politico italiano (n. 1891)
- 12 gennaio - Giovanni Dioguardi, mafioso statunitense (n. 1914)
- 12 gennaio - Icilio Missiroli, saggista, commediografo e politico italiano (n. 1898)
- 12 gennaio - Pete Smith, produttore cinematografico statunitense (n. 1892)
- 13 gennaio - Raffaele Camba, medico e politico italiano (n. 1921)
- 13 gennaio - Lionel Greenstreet, esploratore, marinaio e militare britannico (n. 1889)
- 13 gennaio - Donny Hathaway, cantante e pianista statunitense (n. 1945)
- 13 gennaio - Hugo Hofstad, dirigente sportivo e calciatore norvegese (n. 1904)
- 13 gennaio - Marjorie Lawrence, soprano australiano (n. 1907)
- 13 gennaio - Michele Malaspina, attore e doppiatore italiano (n. 1908)
- 13 gennaio - Sabu Martinez, musicista e percussionista statunitense (n. 1930)
- 13 gennaio - Gustave Wuyts, tiratore di fune e pesista belga (n. 1903)
- 14 gennaio - Tim Graham, attore statunitense (n. 1904)
- 15 gennaio - Paul Conrath, generale tedesco (n. 1896)
- 15 gennaio - Charles W. Morris, semiologo e filosofo statunitense (n. 1901)
- 15 gennaio - Yang Zhongjian, paleontologo cinese (n. 1897)
- 16 gennaio - Ted Cassidy, attore e doppiatore statunitense (n. 1932)
- 16 gennaio - André Couder, astronomo e ottico francese (n. 1897)
- 16 gennaio - Christopher Draper, aviatore, militare e attore britannico (n. 1892)
- 16 gennaio - August Heissmeyer, militare tedesco (n. 1897)
- 16 gennaio - Aristide Pozzali, pugile italiano (n. 1931)
- 16 gennaio - Federico Zapelloni, militare italiano (n. 1891)
- 18 gennaio - Claude Allen, astista statunitense (n. 1885)
- 18 gennaio - Giovanni Ballestra, aviatore italiano (n. 1949)
- 18 gennaio - Joe Hansen, politico statunitense (n. 1910)
- 18 gennaio - Gaston Heuet, mezzofondista francese (n. 1892)
- 18 gennaio - Cyril J. Mockridge, compositore britannico (n. 1896)
- 18 gennaio - Valentin Zubkov, attore sovietico (n. 1923)
- 19 gennaio - Daniel-Henry Kahnweiler, gallerista, critico d'arte e scrittore tedesco (n. 1884)
- 19 gennaio - Tuffy Leemans, giocatore di football americano statunitense (n. 1912)
- 19 gennaio - Paul Meurisse, attore francese (n. 1912)
- 20 gennaio - Alessio Bombaci, turcologo e arabista italiano (n. 1914)
- 20 gennaio - Cornelis Leenheer, pallanuotista olandese (n. 1906)
- 20 gennaio - Billy McCracken, allenatore di calcio e calciatore nordirlandese (n. 1883)
- 20 gennaio - Geppino Volpe, pittore italiano (n. 1900)
- 20 gennaio - Gustav Winckler, cantante danese (n. 1925)
- 21 gennaio - Aleksej Nikolaevič Leont'ev, psicologo sovietico (n. 1903)
- 21 gennaio - Johann Tauscher, pallamanista austriaco (n. 1909)
- 22 gennaio - Umberto Beer, ufficiale italiano (n. 1896)
- 22 gennaio - Carl Miller, attore statunitense (n. 1893)
- 22 gennaio - Domenico Tosi, calciatore italiano (n. 1924)
- 22 gennaio - Ali Hasan Salama, terrorista e militare palestinese (n. 1941)
- 23 gennaio - Innocente Salvini, pittore italiano (n. 1889)
- 23 gennaio - Henning Svensson, allenatore di calcio e calciatore svedese (n. 1891)
- 24 gennaio - Raissa Calza, ballerina, attrice e archeologa ucraina (n. 1894)
- 24 gennaio - Luis Gibert, pallanuotista spagnolo (n. 1903)
- 24 gennaio - Ryszard Piec, calciatore polacco (n. 1913)
- 24 gennaio - Guido Rossa, operaio e sindacalista italiano (n. 1934)
- 24 gennaio - Mabel Taliaferro, attrice statunitense (n. 1887)
- 24 gennaio - Johannes de Klerk, politico sudafricano (n. 1903)
- 25 gennaio - Francesco Cantuti Castelvetri, militare e economista italiano (n. 1904)
- 25 gennaio - Anastasia di Meclemburgo-Schwerin, principessa tedesca (n. 1923)
- 25 gennaio - Agostino Pertusi, filologo classico, grecista e bizantinista italiano (n. 1918)
- 26 gennaio - Mario Francese, giornalista italiano (n. 1925)
- 26 gennaio - Bart McGhee, calciatore statunitense (n. 1899)
- 26 gennaio - Luis Ribera, pentatleta argentino (n. 1929)
- 26 gennaio - Nelson Rockefeller, politico statunitense (n. 1908)
- 27 gennaio - Ramón José Castellano, arcivescovo cattolico argentino (n. 1903)
- 27 gennaio - Gretchen Hartman, attrice statunitense (n. 1897)
- 27 gennaio - Victoria Ocampo, editrice e scrittrice argentina (n. 1890)
- 29 gennaio - Emilio Alessandrini, magistrato italiano (n. 1942)
- 29 gennaio - Reginald John Delargey, cardinale neozelandese (n. 1914)
- 29 gennaio - Yusuke Hagihara, astronomo giapponese (n. 1897)
- 30 gennaio - Sofie Castenschiold, tennista danese (n. 1882)
- 30 gennaio - Swede Roos, cestista e allenatore di pallacanestro statunitense (n. 1913)
- 30 gennaio - Giuseppe Spataro, politico e dirigente d'azienda italiano (n. 1897)
- 31 gennaio - Celia Adler, attrice statunitense (n. 1889)
- 31 gennaio - Grant Green, chitarrista e compositore statunitense (n. 1935)
- 31 gennaio - Vittorio Pagano, poeta e scrittore italiano (n. 1919)
- 31 gennaio - Jeff Sutton, scrittore di fantascienza statunitense (n. 1913)